# Болд-Ноб (Арканзас)
Болд-Ноб (англ. Bald Knob) — місто (англ. city) в США, в окрузі Вайт штату Арканзас. Населення — 2522 особи (2020).

## Географія
Болд-Ноб розташований на висоті 68 метрів над рівнем моря за координатами 35°18′42″ пн. ш. 91°34′17″ зх. д. / 35.31167° пн. ш. 91.57139° зх. д. (35.311578, -91.571269).  За даними Бюро перепису населення США в 2010 році місто мало площу 11,71 км², з яких 11,54 км² — суходіл та 0,17 км² — водойми. В 2017 році площа становила 12,63 км², з яких 12,45 км² — суходіл та 0,18 км² — водойми.

## Демографія
Згідно з переписом 2010 року, у місті мешкало 2897 осіб у 1137 домогосподарствах у складі 777 родин. Густота населення становила 247 осіб/км².  Було 1319 помешкань (113/км²). 
Расовий склад населення:
| - 90,2 % — білих - 4,7 % — чорних або афроамериканців - 0,7 % — корінних американців - 0,3 % — азіатів - 1,9 % — осіб інших рас |

До двох чи більше рас належало 2,2 %. Іспаномовні складали 4,8 % від усіх жителів.
За віковим діапазоном населення розподілялося таким чином: 26,8 % — особи молодші 18 років, 58,7 % — особи у віці 18—64 років, 14,5 % — особи у віці 65 років та старші. Медіана віку мешканця становила 36,8 року. На 100 осіб жіночої статі у місті припадало 95,9 чоловіків;  на 100 жінок у віці від 18 років та старших — 90,1 чоловіків також старших 18 років.
Середній дохід на одне домашнє господарство  становив 42 336 доларів США (медіана — 30 913), а середній дохід на одну сім'ю — 49 037 доларів (медіана — 37 206). Медіана доходів становила 37 847 доларів для чоловіків та 27 167 доларів для жінок. За межею бідності перебувало 23,6 % осіб, у тому числі 42,6 % дітей у віці до 18 років та 8,3 % осіб у віці 65 років та старших.
Цивільне працевлаштоване населення становило 1001 осіб. Основні галузі зайнятості: освіта, охорона здоров'я та соціальна допомога — 24,6 %, роздрібна торгівля — 14,2 %, будівництво — 10,7 %, транспорт — 10,4 %.
За даними перепису населення 2000 року в Болд-Нобі проживало 3210 осіб, 878 сімей, налічувалося 1257 домашніх господарств і 1395 житлових будинків. Середня густота населення становила близько 272 осіб на один квадратний кілометр. Расовий склад Болд-Ноба за даними перепису розподілився таким чином: 89,91% білих, 6,07% — чорних або афроамериканців, 0,62% — корінних американців, 0,59% — азіатів, 0,03% — вихідців з тихоокеанських островів, 1,56% — представників змішаних рас, 1,21% — інших народностей. Іспаномовні склали 3,18% від усіх жителів міста.
З 1257 домашніх господарств в 33,3% — виховували дітей віком до 18 років, 51,9% представляли собою подружні пари, які спільно проживали, в 13,5% сімей жінки проживали без чоловіків, 30,1% не мали сімей. 26,7% від загального числа сімей на момент перепису жили самостійно, при цьому 15,1% склали самотні літні люди у віці 65 років та старше. Середній розмір домашнього господарства склав 2,55 осіб, а середній розмір родини — 3,08 осіб.
Населення міста за віковим діапазоном за даними перепису 2000 року розподілилося таким чином: 27,2% — жителі молодше 18 років, 10,3% — між 18 і 24 роками, 27,8% — від 25 до 44 років, 20,5% — від 45 до 64 років і 14,2% — у віці 65 років та старше. Середній вік мешканця склав 34 роки. На кожні 100 жінок в Болд-Нобі припадало 92, 0 чоловіків, у віці від 18 років та старше — 87,9 чоловіків також старше 18 років.
Середній дохід на одне домашнє господарство в місті склав 26 970 доларів США, а середній дохід на одну сім'ю — 36 500 доларів. При цьому чоловіки мали середній дохід в 27 978 доларів США на рік проти 19 000 доларів середньорічного доходу у жінок. Дохід на душу населення в місті склав 13 218 доларів на рік. 10,4% від усього числа сімей в окрузі і 16,5% від усієї чисельності населення перебувало на момент перепису населення за межею бідності, при цьому 22,7% з них були молодші 18 років і 20,0% — у віці 65 років та старше.